# Filip Roos
Pour les articles homonymes, voir Roos.
Filip Roos (né le 5 janvier 1999 à Göteborg en Suède) est un joueur professionnel suédois de hockey sur glace. Il évolue au poste de défenseur.

## Biographie

### Carrière en club
Formé au Hanhals IF, il joue ses premiers matchs en senior  dans la HockeyEttan avec l'IF Troja-Ljungby en 2017. Il joue un match avec Frölunda HC dans la SHL lors de la saison 2018-2019. De 2019 à 2021, il s'aguérit dans l'Hockeyallsvenskan avec le BIK Karlskoga. Il s'établit dans la SHL avec le Skellefteå AIK en 2021-2022. Le 23 mai 2022, il signe un contrat avec les Blackhawks de Chicago. Il joue son premier match dans la Ligue nationale de hockey avec les Blackhawks le 12 octobre 2022 face à l'Avalanche du Colorado. Il enregistre son premier point, une assistance, le 30 octobre 2022 face au Wild du Minnesota.

### Carrière internationale
Il représente la Suède au niveau international.

## Statistiques

### En club
| Saison     | Équipe                 | Ligue             |    | Saison régulière | Saison régulière | Saison régulière | Saison régulière | Saison régulière |   | Séries éliminatoires | Séries éliminatoires | Séries éliminatoires | Séries éliminatoires | Séries éliminatoires |
| Saison     | Équipe                 | Ligue             | PJ | B                | A                | Pts              | Pun              | PJ               | B | A                    | Pts                  | Pun                  |                      |                      |
| 2016-2017  | IF Troja-Ljungby       | HockeyEttan       | 6  | 0                | 0                | 0                | 0                | -                | - | -                    | -                    | -                    |                      |                      |
| 2018-2019  | Hanhals IF             | HockeyEttan       | 24 | 6                | 5                | 11               | 2                | 2                | 0 | 1                    | 1                    | 0                    |                      |                      |
| 2018-2019  | Frölunda HC            | SHL               | 1  | 0                | 0                | 0                | 0                | -                | - | -                    | -                    | -                    |                      |                      |
| 2019-2020  | BIK Karlskoga          | Hockeyallsvenskan | 46 | 1                | 11               | 12               | 12               | 1                | 0 | 0                    | 0                    | 0                    |                      |                      |
| 2020-2021  | BIK Karlskoga          | Hockeyallsvenskan | 52 | 6                | 22               | 28               | 24               | 2                | 0 | 0                    | 0                    | 0                    |                      |                      |
| 2021-2022  | Skellefteå AIK         | SHL               | 50 | 1                | 5                | 6                | 8                | 6                | 0 | 1                    | 1                    | 2                    |                      |                      |
| 2022-2023  | Blackhawks de Chicago  | LNH               | 17 | 1                | 2                | 3                | 4                | -                | - | -                    | -                    | -                    |                      |                      |
| 2022-2023  | IceHogs de Rockford    | LAH               | 39 | 3                | 8                | 11               | 20               | 5                | 0 | 1                    | 1                    | 4                    |                      |                      |
| 2023-2024  | IceHogs de Rockford    | LAH               | 59 | 2                | 14               | 16               | 20               | 4                | 0 | 3                    | 3                    | 2                    |                      |                      |
| 2023-2024  | Blackhawks de Chicago  | LNH               | 4  | 0                | 0                | 0                | 0                | -                | - | -                    | -                    | -                    |                      |                      |
| 2024-2025  | Senators de Belleville | LAH               | 68 | 0                | 17               | 17               | 42               | -                | - | -                    | -                    | -                    |                      |                      |
| Totaux LNH | Totaux LNH             | Totaux LNH        | 21 | 1                | 2                | 3                | 4                | -                | - | -                    | -                    | -                    |                      |                      |